# Tajo de Ronda
El tajo de Ronda és un congost sobre el qual se situa la ciutat homònima de la província de Màlaga, a Andalusia. Va ser declarat Monument Natural d'Andalusia en 2019.
Té una superfície de 47,5 ha aproximadament i una gorja excavada pel riu Guadalevín de 500 m de longitud i 100 m de profunditat. La seva amplària és de 50 m i presenta un gran escarp que s'obre cap a "La Caldera", fondalada de forma circular.
La Caldera està coberta per matoll dispers, que també apareix penjat a l'escarp i a la vora de la cornisa. Entre la fauna que hi habita hi destaquen els còrvids, els falciots i les colomes, així com espècies de rapaces com el xoriguer comú i el falcó pelegrí.